# Tarum
Tarum – rzeka w Indonezji w zachodniej części Jawy; długość 297 km.
Źródła w górach na południe od miasta Bandung, uchodzi deltą do Morza Jawajskiego. W dolnym biegu w okolicy miasta Purwakarta zapora Jatiluhur zbudowana w 1964 r. o wysokości 102 m ze zbiornikiem o powierzchni 8300 ha i objętości 3 km³ i elektrownią o mocy 290 MW. 
W 1988 roku otwarto w prowincji Jawa Zachodnia, w odległości około 70 kilometrów od Dżakarty zaporę Cirata z elektrownią wodną o mocy 1008 MW.
Główne miasto Karawang.

## Zanieczyszczenie
Rzeka jest mocno zanieczyszczona działalnością człowieka, około pięciu milionów ludzi mieszka w jej dorzeczu. Fabryki tekstyliów w Bandung i Cimahi są głównymi sprawcami zanieczyszczenia rzeki. Ponad 2000 innych zakładów przemysłowych zatruwa rzekę ściekami zawierającymi ołów, rtęć, arsen i inne toksyny. Ze względu na duże zanieczyszczenie odpadami przemysłowymi oraz ciągłym usuwaniu odpadów domowych do rzeki, Tarum jest dziś uważana za jedną z najbardziej zanieczyszczonych rzek na świecie. 
W listopadzie 2011 roku rozpoczęła się rewitalizacja rzeki, której przewidywany koszt ma wynieść 4 mld USD w ciągu 15 lat. Rewitalizacja odbywa się od góry Wayang przez osiem regionów i trzy miasta na odległość 180 kilometrów. Celem na pierwsze trzy lata jest zebranie 10,5 miliona metrów sześciennych odpadów.